# Пейшань
Пейшань, Пейшані (рум. Păișani) — село у повіті Горж в Румунії. Входить до складу комуни Стойна.
Село розташоване на відстані 196 км на захід від Бухареста, 50 км на південний схід від Тиргу-Жіу, 40 км на північ від Крайови.

## Населення
За даними перепису населення 2002 року у селі проживали 452 особи, усі — румуни. Усі жителі села рідною мовою назвали румунську.